# Étables-sur-Mer
Étables-sur-Mer (bretonsko Staol) je naselje in občina v francoskem departmaju Côtes-d'Armor regije Bretanje. Leta 2006 je naselje imelo 2.870 prebivalcev.

## Geografija
Kraj leži v pokrajini Bretaniji ob zalivu Saint-Brieuc, 16 km severozahodno od središča Saint-Brieuca.

## Uprava
Étables-sur-Mer je sedež istoimenskega kantona, v katerega so poleg njegove vključene še občine Binic, Lantic, Plourhan, Saint-Quay-Portrieux in Tréveneuc s 13.413 prebivalci.
Kanton Étables-sur-Mer je sestavni del okrožja Saint-Brieuc.